# Port lotniczy Carcass Island
Port lotniczy Carcass Island – port lotniczy zlokalizowany na wyspie Carcass Island, należącej do Falklandów, brytyjskiej posiadłości w Ameryce Południowej.